# Bandiera della Scozia
La bandiera della Scozia (in inglese flag of Scotland, in gaelico scozzese bratach na h-Alba, in scozzese banner o Scotland), spesso chiamata per antonomasia anche Croce di Sant'Andrea o Saltire, è il vessillo nazionale dell'omonima nazione costituente del Regno Unito. È tradizionalmente costituita da una croce decussata bianca in campo azzurro, anche se la tonalità dei colori può subire variazioni.
L'uso della bandiera scozzese è documentato solo a partire dall'età moderna, anche se probabilmente la creazione del vessillo risale all'Alto Medioevo. Dopo l'Atto di Unione del 1707 e l'unione tra Regno di Scozia e Regno d'Inghilterra per formare il Regno di Gran Bretagna, la bandiera scozzese venne combinata con la bandiera dell'Inghilterra per formare la prima versione dello Union Jack, poi evolutasi nell'odierna bandiera del Regno Unito.
Tradizionalmente l'uso della Croce di Sant'Andrea è subordinato a quello della bandiera del Regno Unito; tuttavia, a partire dagli inizi del XXI secolo questa consuetudine sta venendo meno, anche grazie al crescente movimento indipendentista scozzese. Benché a livello ufficiale la precedenza spetti ancora alla bandiera britannica, il vessillo è liberamente utilizzabile anche in contesti ufficiali e il governo scozzese lo espone regolarmente sugli edifici pubblici (seppur nel rispetto di appositi regolamenti).
Fino al 2003 i colori della bandiera scozzese non erano disciplinati da alcuna norma legislativa, dando così luogo a una molteplicità di varianti del vessillo. In quell'anno il governo scozzese intervenne regolamentando i colori della bandiera, stabilendo che la tonalità di blu-azzurro da impiegare fosse quella identificata con il codice Pantone-300.

## Storia

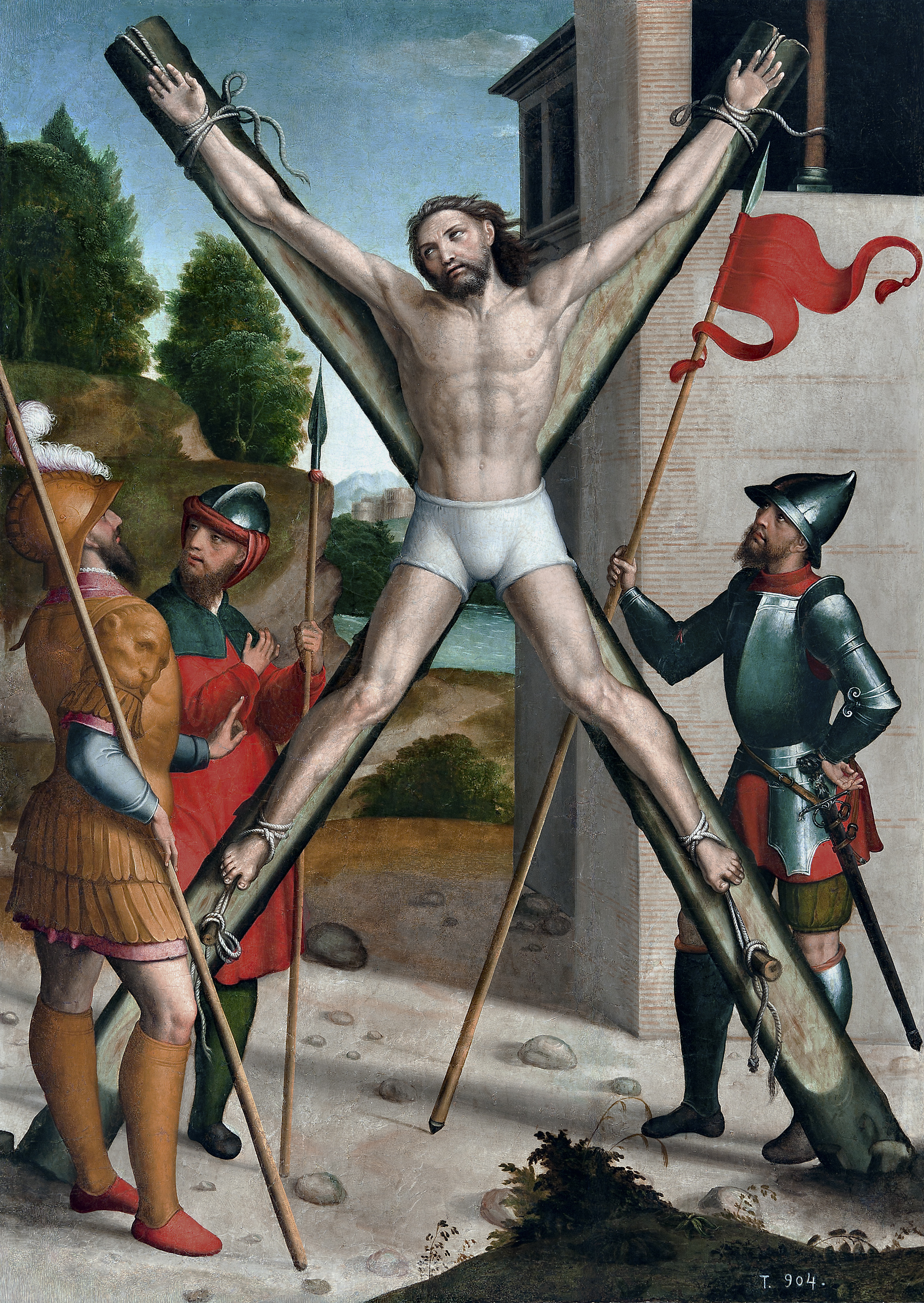
Il martirio di Sant'Andrea (Juan Correa de Vivar, ca. 1540-45)

### Origini leggendarie
Il legame tra la Scozia e sant'Andrea risalirebbe all'epoca antica: una leggenda narra che l'imperatore romano Costantino II ordinò la rimozione delle reliquie del santo da Patrasso per portarle a Costantinopoli; tuttavia un monaco di nome Regolo (poi santo), avvertito da un angelo del sacrilegio in atto, le avrebbe rubate e sarebbe fuggito ai confini del mondo conosciuto, naufragando proprio in Scozia e diffondendo il culto dell'apostolo nella regione, che avrebbe quindi adottato la croce decussata associata al santo come proprio simbolo araldico. Le prime attestazioni storiche della presenza delle reliquie di sant'Andrea nella zona risalgono invece all'VIII secolo, quando nel 733 il vescovo Acca di Hexham ne portò alcune nella città di Saint Andrews, che proprio dall'apostolo prese il suo nome. Entro l'anno 1000 il culto di sant'Andrea era definitivamente attestato e consolidato in Scozia, sostituendosi a quello del precedente patrono, san Columba di Iona.
La bandiera scozzese risalirebbe al IX secolo, e sarebbe una delle più vecchie bandiere del mondo, oltre che la più vecchia ancora in uso da parte di una nazione (il Dannebrog di Danimarca è invece la più vecchia di uno Stato sovrano). Una leggenda narra che nell'832 re Óengus II dei Pitti (re Angus), per respingere un'invasione condotta dal sovrano anglosassone Atelstano I dell'Anglia Orientale (probabilmente come ritorsione per una razzia pitta), stipulò un'alleanza con re Eochaid IV di Dalriada e radunò le tribù degli Scoti e dei Pitti, scontrandosi col nemico presso Athelstaneford, nel Lothian. Pitti e Scoti si trovarono presto accerchiati dagli Anglosassoni, e la notte precedente la battaglia re Angus pregò per la salvezza. In sogno allora gli apparve sant'Andrea, assicurandogli la vittoria: il giorno seguente, nel cielo terso sopra il campo di battaglia, apparve una X bianca formata dalle nuvole, simbolo del martirio dell'apostolo. Questo segno incoraggiò le tribù scozzesi e intimorì i nemici, portando infine al trionfo dei difensori e la cacciata degli invasori. Da quel giorno la Scozia non avrebbe mai cambiato bandiera, e la Croce di Sant'Andrea sarebbe divenuta il simbolo ufficiale della nazione alla salita al potere alcuni anni più tardi di Kenneth I di Scozia, primo re unitario della nazione e presente anch'egli alla battaglia in quanto nipote di Eochaid di Dalriada. Ad Athelstaneford, luogo dell'origine leggendaria del Saltire, sventola quindi giorno e notte una bandiera scozzese.

### Prime attestazioni storiche

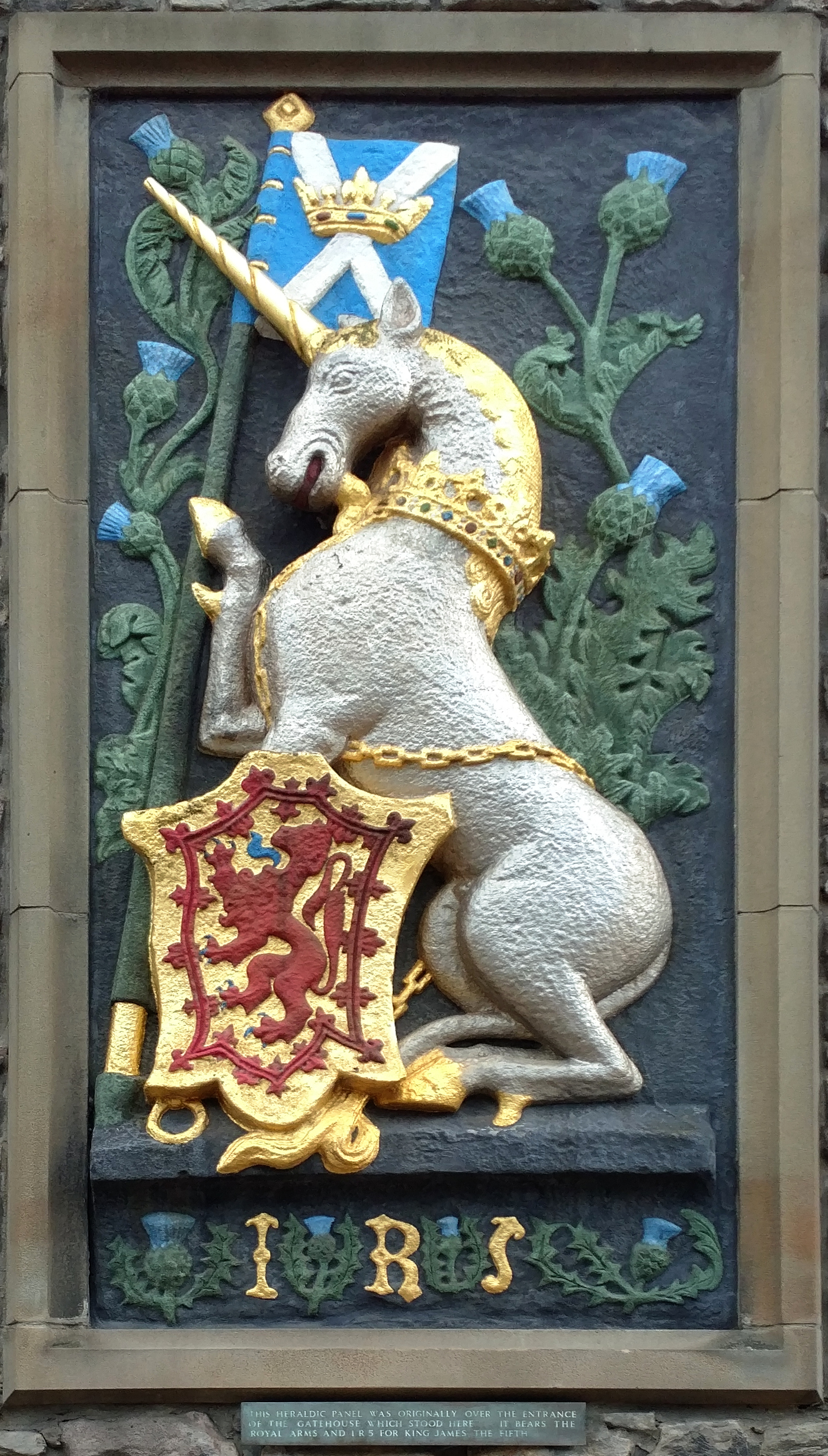
Stemma di re Giacomo V di Scozia (1513-1542)

Le prime attestazioni storiche della Croce di Sant'Andrea risalgono al XII secolo. Oltre ad alcune menzioni nelle cronache della suddetta battaglia di Athelstaneford, il primo utilizzo documentato del Saltire risale al 1180, incluso in un sigillo della cattedrale di Saint Andrews e sfruttato quindi solo a scopo religioso. La diffusione della croce nei sigilli fu rapida: nel 1254 era inclusa in quello del vescovo Gamelin, lord cancelliere di Scozia, e alcuni decenni più tardi, durante la reggenza per la regina minorenne Margherita di Scozia, i Guardiani di Scozia adottarono il Saltire come uno dei loro simboli; alcuni sigilli presentavano anche una dedica in latino, ANDREA SCOTIS DVX ESTO COMPATRIOTIS ("Sant'Andrea sia il capo dei compatrioti scozzesi"). Diverse famiglie nobili scozzesi, come ad esempio i Bruce e i Douglas, cominciarono inoltre a includere la croce nei propri stemmi.
A partire dal XIV secolo la Croce di Sant'Andrea acquisisce una diffusione sempre maggiore in stemmi e insegne. Documenti storici del 1385 riferiscono che, su ordine del parlamento scozzese, i soldati dovevano indossare una divisa con una croce decussata ben visibile (mentre il colore del campo in cui era contenuta era raccomandato come nero in caso di divise bianche, altrimenti non era specificato), testimoniandone quindi l'ormai grande diffusione e il riconoscimento come simbolo nazionale. Contemporaneamente il Saltire compare anche nella monetazione: nel 1390, infatti, re Roberto III fece coniare pezzi da 5 scellini recanti l'effigie del santo.
Le cronache riportano che nel 1388, alla battaglia di Otterburn, l'emblema di sir James Douglas, II conte di Douglas, fosse una croce decussata in campo verde, anche se probabilmente si trattava di uno stendardo personale e non di un vessillo unitario. La bandiera più antica di cui si ha traccia risale al 1503 ed è caratterizzata da una croce decussata bianca su sfondo rosso; nei decenni successivi si cominciò invece a preferire uno sfondo blu o azzurro (forse su ispirazione delle insegne francesi). La prima attestazione certa del Saltire nella sua forma attuale si trova nello stemma di David Lyndsay del 1542, sebbene già nel 1512 si hanno testimonianze di vessilli simili utilizzati sui bompressi delle imbarcazioni scozzesi.
Dal XVI secolo l'uso del Saltire in Scozia è non solo attestato, ma anche ormai consolidato: i sovrani di Scozia, a partire da re Giacomo IV, utilizzarono la Croce di Sant'Andrea assieme al tradizionale stendardo reale di Scozia, e anche le navi mercantili scozzesi la esponevano come vessillo. Anche Giacomo VI fece ampiamente uso della bandiera scozzese.

### L'Union Jack
Con l'ascesa di Giacomo VI al trono d'Inghilterra dopo la morte senza eredi diretti di Elisabetta I nel 1603, il monarca tentò di creare un unico simbolo per le due nazioni che governava. Nacque così la prima versione dell'Union Jack (così detta dal diminutivo di "Giacomo", appunto Jack; il nome ufficiale era ed è tuttora Union Flag), esposta per la prima volta nel 1606. Alla bandiera scozzese, che fungeva da sfondo, si sovrapponeva la croce di San Giorgio in campo bianco che costituiva la bandiera inglese, combinazione che diede vita alla base per l'attuale bandiera del Regno Unito. La nuova bandiera era attentamente studiata per evitare che un simbolo prevalesse sugli altri, elemento chiave del suo successo e della sua ampia diffusione.
La prima versione dell'Union Flag, ancora vessillo non ufficiale, rimase in uso a fianco della bandiera scozzese per tutto il XVII secolo. Re Carlo I d'Inghilterra dispose un uso limitato di questa nuova bandiera in territorio scozzese, riservandola spesso alle sole navi regie. La Scozia in questo periodo sviluppò anche una propria bandiera mercantile, ampiamente utilizzata dalle vaste flotte commerciali scozzesi. Fu inoltre istituita un'apposita carica per regolamentarne l'uso, il Lord Lyon, re d'arme, che presiedeva un apposito ente, la Lyon Court. L'Union Flag fu temporaneamente abolita sotto Oliver Cromwell, ma venne subito ripristinata dopo la sua morte nel 1658.

La Red Ensign, bandiera navale mercantile scozzese

Con l'Atto di Unione del 1707, si impose invece la bandiera della Gran Bretagna, preferita dalla regina Anna di Gran Bretagna e poi dalla nuova dinastia degli Hannover. In Scozia, tuttavia, era diffusa una variante della bandiera, in cui la croce decussata era posta in primo piano, col suo centro che non era più interrotto da quello rosso della croce inglese, ma intero.
A partire dal 1801, con l'adozione della nuova bandiera del Regno Unito, il Saltire cadde in disuso, anche perché le autorità lo associavano alle ribellioni giacobite della prima metà del XVIII secolo, avvenute prevalentemente in Scozia. Solo a partire dagli anni 1970, col rafforzarsi del moderno indipendentismo scozzese, la bandiera tornò a essere ampiamente utilizzata, anche affiancata o addirittura in sostituzione dello Union Jack. Il 1º luglio 1999, durante la prima riunione del neocostituito governo scozzese autonomo di Donald Dewar, la Croce di Sant'Andrea sventolava sulle aste del parlamento scozzese accanto alla bandiera britannica.

## Colori e dimensioni
La bandiera scozzese è tradizionalmente descritta come "una croce decussata bianca in campo azzurro". Sono tuttavia esistite nel corso della storia molteplici varianti, basate soprattutto sulle diverse gradazioni dei due colori costitutivi del vessillo.

### Colori

#### Blu-azzurro
Il colore tradizionale del campo della bandiera scozzese sarebbe l'azzurro, gradazione citata nelle leggende legate alle sue origini, di tonalità né pallida né chiara, bensì intensa. Il suo significato riguarderebbe la giustizia.
Nell'arco della sua storia, l'azzurro della bandiera è spesso oscillato tra gradazioni più chiare ad alcune più scure, generalmente da tonalità vicine a quelle del cielo (sky blue) a quelle tipiche delle armate di mare britanniche, situazione derivata probabilmente dalle tinte che erano maggiormente disponibili al momento. Quando la bandiera scozzese entrò a far parte della bandiera del Regno Unito, fu adottato il blu marino presente nella Blue Ensign, che a sua volta traeva ispirazione dallo storico Blue Squadron della Royal Navy.
Sebbene inizialmente utilizzato solo nella Union Flag marittima, questo blu marino divenne presto il colore standard per tutte le bandiere, sia terrestri sia navali. Alcuni produttori di bandiere adottarono di conseguenza questo tipo di blu anche per la bandiera scozzese, mentre altri si attennero al tradizionale azzurro cielo, altri ancora preferirono invece un blu reale: ne risultò una grande varietà di bandiere scozzesi diverse, situazione che si è protratta fino al XXI secolo. Il Saltire di blu marino, benché tra le versioni più diffuse in passato, è oggi probabilmente il vessillo scozzese più "deprecato" da esporre; emblematico è l'episodio del 1937, quando un carico di bandiere scozzesi ordinato dalle autorità britanniche per l'incoronazione di re Giorgio VI del Regno Unito fu rifiutato e rispedito al fabbricante perché la tonalità di blu impiegata venne considerata troppo scura e quindi non corretta.

#### Bianco
Anche il bianco, rappresentante la pace, non è unanimemente usato in tutte le versioni della bandiera scozzese. In alcuni Saltire più antichi è infatti utilizzato l'argento in sostituzione del bianco; la descrizione tradizionale del vessillo sarebbe infatti azure, a saltire argent, ovvero "azzurro, con un Saltire d'argento". Nella prima metà del XVIII secolo, i ribelli giacobiti utilizzarono invece come proprio simbolo dei Saltire dorati in campo blu.

#### Riforma del 2003
Nel 2003, al fine di standardizzare la bandiera, il Parlamento scozzese istituì una commissione appositamente designata. La sfida principale era stabilire la tonalità di blu-azzurro più appropriata da impiegare nel vessillo. Dopo approfonditi studi e consultazioni di fonti storiche e autorevoli, su impulso del Lord Lyon, che premeva fortemente per una standardizzazione del vessillo, la commissione raccomandò che si adottasse, come soluzione migliore, la tonalità di blu Pantone-300. A seguito dell'adozione ufficiale del colore, la maggior parte delle bandiere scozzesi prodotte di recente presenta questa tonalità (anche se Saltire con tonalità alternative non sono considerate errate).

### Dimensioni
Non ci sono proporzioni ufficiali normate dalla legge per la Croce di Sant'Andrea, ma generalmente tra le più diffuse vi sono 4:5, 3:5, 2:3 e 1:2. Storicamente è stata utilizzata anche la proporzione 11:18. Le strisce bianche invece dovrebbero avere una larghezza di ⅕ (circa il 20%) dell'altezza del lato della bandiera.

### Iscrizioni
Per essere considerata tale, la bandiera scozzese non deve recare iscrizioni di alcun tipo. Queste sono infatti vietate dal Lord Lyon, in quanto araldicamente di pessimo gusto.

## Uso
Dato che la Scozia fa parte del Regno Unito, la bandiera statale ufficiale rimane l'Union Jack. Nonostante questo e la tradizionale subordinazione del vessillo scozzese a quello britannico, il suo uso (appositamente regolato) rimane molto frequente da parte delle autorità locali e dei cittadini.

### Parlamento scozzese

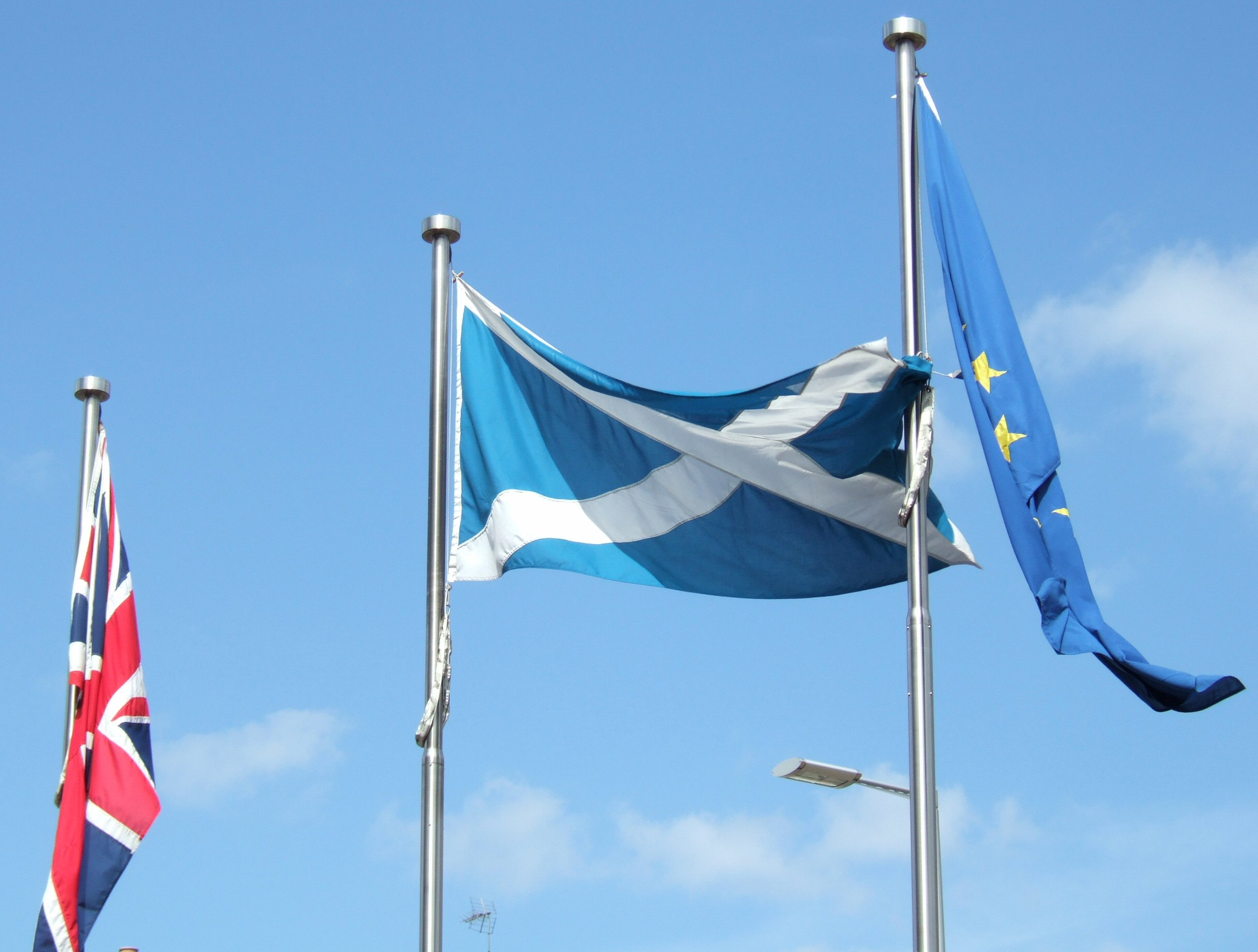
La bandiera scozzese accanto a quella britannica e a quella europea davanti al Parlamento di Edimburgo (2006)

L'uso della bandiera scozzese da parte degli organi politici ufficiali, pur essendo formalmente subordinato a quello della bandiera del Regno Unito, è permesso anche in sostituzione di essa, e il Governo scozzese ne incoraggia l'uso ogni qualvolta sia possibile. La bandiera scozzese e britannica, se esposte in contemporanea, devono sventolare su aste separate, con la seconda sul supporto più prominente, e la bandiera scozzese mai posta più in alto di quella britannica.
Cinque aste svettano all'esterno dell'ingresso principale del palazzo del parlamento scozzese di Edimburgo, ognuna dedicata a una specifica bandiera. La Croce di sant'Andrea è esposta ogni giorno assieme alla Union Flag; quando il Regno Unito faceva ancora parte dell'Unione europea, era costantemente esposta sulla terza asta la bandiera dell'Unione europea, usanza che dopo l'ufficializzazione della Brexit viene perpetuata solo sporadicamente. La quarta e la quinta asta vengono usate solo occasionalmente: la quarta viene utilizzata in giorni speciali come la Giornata del Commonwealth e la Giornata delle Nazioni Unite, oppure per issare diverse bandiere nazionali durante la visita di qualche Capo di Stato; la quinta, invece, per esporre lo Stendardo reale di Scozia, quando previsto, spesso in occasione delle visite del monarca britannico o di un membro della famiglia reale.

### Esecutivo scozzese
Il governo scozzese ha decretato che la bandiera nazionale debba essere esposta ogni giorno su tutti gli edifici di sua proprietà dalle 8 del mattino fino al tramonto. Fanno eccezione i national days ("giorni nazionali"): in tali occasioni, se è disponibile una sola asta, la bandiera scozzese cede il posto al vessillo speciale previsto per la celebrazione.
Il giorno di sant'Andrea (30 novembre) l'Union Flag viene esposta soltanto in presenza di più aste disponibili, altrimenti l'unica bandiera issata sarà quella scozzese. Questa consuetudine risale al 2002, quando i membri del parlamento scozzese lamentarono che la Scozia fosse l'unica nazione nel mondo a non poter esporre la propria bandiera durante il suo giorno di festa nazionale, poiché la priorità veniva data alla bandiera britannica.
Il governo scozzese ha disposto che la bandiera venga messa a mezz'asta solo in occasione di decesso del sovrano, di membri della famiglia reale o di figure politiche di spicco, sia britanniche sia straniere, mentre ulteriori utilizzi sono a discrezione dell'esecutivo stesso in caso di circostanze particolari.

### Date di esposizione raccomandate
Oltre alle cerimonie ufficiali, l'esposizione della bandiera scozzese è incoraggiata in alcune date particolarmente significative per la storia della Scozia. In particolare esse sono:
| Giorno      | Ricorrenza |
| ----------- | --- |
| 1º gennaio  | Capodanno |
| 25 gennaio  | Anniversario della nascita di Robert Burns, poeta nazionale scozzese |
| 6 aprile    | Anniversario della Dichiarazione di Arbroath, giuramento di fedeltà dei grandi baroni scozzesi a re Roberto I, considerata la dichiarazione d'indipendenza della Scozia dal dominio inglese |
| 24 giugno   | Anniversario della battaglia di Bannockburn |
| 23 agosto   | Anniversario della morte di William Wallace, giustiziato dagli inglesi |
| 30 novembre | Giorno di sant'Andrea apostolo, patrono della Scozia |

### Altri
Al di là degli impieghi più formali, l'uso della bandiera scozzese è assolutamente libero, e come stabilito dal Lord Lyon può essere esposta in qualsiasi momento da privati, compagnie, autorità locali, ospedali e scuole. Non c'è bisogno di permessi accordati dalle autorità competenti per issare la bandiera su un'asta verticale; in particolare, per l'esposizione da parte di privati o aziende, è molto diffusa la versione 1:2.
La bandiera, assieme agli altri simboli nazionali come il cardo e il leone rampante, è utilizzata ufficialmente in tutti quegli sport in cui la selezione scozzese compete autonomamente rispetto alle altre nazioni britanniche, segnatamente nel calcio e nel rugby. In anni recenti, inoltre, le ambasciate del Regno Unito hanno esposto il Saltire durante il giorno di Sant'Andrea. Partiti politici nazionalisti e indipendentisti come lo Scottish National Party vorrebbero far prevalere l'uso della Croce di Sant'Andrea su quello dell'Union Flag.

## Lo stendardo reale

Lo stendardo reale scozzese, spesso usato come bandiera nazionale alternativa

Lo stendardo reale di Scozia, anche conosciuto come "Leone Rampante" (Lion Rampant), è la bandiera storicamente utilizzata dai re di Scozia. Si ritiene che Guglielmo I, re dal 1165 al 1214, sia stato il primo sovrano scozzese ad averne fatto uso, sebbene le prime attestazioni storiche certe si hanno solo col figlio Alessandro II (1214-1249) e il nipote Alessandro III (1249-1286). A oggi rimane ufficialmente lo stendardo personale del monarca e delle massime autorità politiche scozzesi, e l'uso di questa bandiera è espressamente ristretto alle occasioni disciplinate da un atto parlamentare del 1672 (cap. 47 e 30 & 31 Vict. cap. 17). Spesso viene esposto sugli edifici governativi in occasione del compleanno di un membro della famiglia reale britannica (previo assenso del monarca).
Nonostante le restrizioni imposte, il Leone Rampante, per il suo forte valore storico, è spesso utilizzato come seconda bandiera nazionale non ufficiale della Scozia, specialmente durante eventi sportivi. Sebbene l'esposizione dello stendardo reale da parte di privati e aziende sia impropria e quasi sempre illegale, le autorità scozzesi raramente hanno preso provvedimenti per contrastare questo fenomeno. La situazione è ulteriormente complicata da un decreto del 1934, in cui re Giorgio V del Regno Unito autorizzava il libero uso dello stendardo reale scozzese per manifestare la propria fedeltà al sovrano (sebbene non vi sia una specifica menzione alla possibilità di issarlo su un'asta).

## Influenza su altre bandiere
Nel corso della storia, la bandiera scozzese e il suo impiego nella Union Flag hanno ispirato la creazione di numerose altre bandiere simili in diverse parti del mondo, tra cui:
- la bandiera di San Patrizio, creata in Gran Bretagna per rappresentare l'Irlanda, è una croce decussata uguale a quella scozzese, ma rossa su sfondo bianco; anche questa bandiera fa parte dello Union Jack;[30]
- la bandiera navale russa, versione contraria della bandiera scozzese, ovvero una X blu su sfondo bianco, ciò perché sant'Andrea è anche patrono della Russia;[31]
- la bandiera della Nuova Scozia, simile a quella russa di cui sopra, con l'aggiunta di un leone rampante che richiama lo stemma reale scozzese; tra il 1870 e il 1929 le autorità canadesi imposero una diversa bandiera sul modello coloniale inglese, ma gli abitanti della Nuova Scozia, attaccati alle proprie origini scozzesi, nel 1929 ottennero il ripristino della vecchia bandiera;[32]
- la bandiera di Tenerife, in Spagna, praticamente identica a quella scozzese tranne che per la tonalità di blu decisamente più scura;
- la bandiera del distretto colombiano di San Andrés, Providencia e Santa Catalina, ancor più simile anche per tonalità.

La bandiera dell'Alabama, nonostante sia quasi identica alla bandiera di San Patrizio, probabilmente fu invece ispirata dalla bandiera degli Stati Confederati d'America.

### Annotazioni
1. ↑  Traducibile come decusse, che in araldica definisce appunto la croce di Sant'Andrea.
2. ↑  Da non confondere con lo strumento musicale (psaltery) o con la sezione biblica (psalter). Cfr. (EN, IT) Salterio, su wordreference.com.
3. ↑  Anche la bandiera di San Patrizio, usata in passato per rappresentare l'Irlanda, viene chiamata dagli irlandesi Saltire: per distinguerle vengono rispettivamente appellate Saint Patrick's Saltire ("Saltire di San Patrizio") e Saint Andrew's Saltire ("Saltire di Sant'Andrea"), anche se la cosa avviene raramente dato l'uso veramente esiguo, anche storicamente, che viene fatto della controparte irlandese. Inoltre la designazione stessa della bandiera sarebbe impropria, perché a differenza di sant'Andrea san Patrizio non fu mai martire, e quindi non avrebbe motivo di essere associato a una croce. Cfr. FlaggArt 2020, p. 9.
4. ↑  Un'altra teoria invece farebbe derivare il termine jack da una corruzione di jacket ("giacca"), che nel gergo marinaresco-militare del XVII secolo indicava i segni identificativi che soldati e marinai portavano cuciti sulle uniformi. Cfr. FlaggArt 2020, p. 3.
5. ↑  Dal 1801 l'Union Flag include anche la croce decussata rossa di San Patrizio, aggiunta per rappresentare l'Irlanda. Cfr. FlaggArt 2020, p. 5.
6. ↑  Argent è un francesismo arcaico, non conservatosi nell'inglese moderno, dove il termine corretto è silver. (EN, IT) Argent, su wordreference.com.
7. ↑  Questo blu è, curiosamente, appena più chiaro del Pantone-280 della Union Flag; inoltre inizialmente la tonalità prescelta era il Pantone-279, lo stesso in uso nella bandiera delle Nazioni Unite, preferendo poi la tonalità 300 per renderlo leggerissimamente più scuro. Cfr. Bartram 2001, p. 170. Confronto:     Pantone-300 (bandiera della Scozia)     Pantone-280 (bandiera del Regno Unito)     Pantone-279 (bandiera delle Nazioni Unite)
8. ↑  In caso di numero di aste dispari si considera il supporto centrale, mentre in caso di numero di aste pari si considera l'asta subito a sinistra del centro ideale formato dal gruppo. Cfr. Disposizioni del governo scozzese del 2021, p. 5.

### Riferimenti
1. 1 2 3 4 5 6 7 8 9 10 11 12 13 14  (EN) Rob Raeside, Scotland (United Kingdom), su crwflags.com, 23 dicembre 2023.
2. 1 2 3 4 5  Bartram 2001, p. 167.
3. 1 2 3 4 5 6 7 8 9 10 11 12 13 14 15  (EN) The Flag of Scotland - History and Facts, su scotland.com.
4. 1 2 3 4 5 6 7 8 9 10 11 12 13 14 15 16 17  (EN) The Flag of Scotland (PDF), su scottishflagtrust.com. URL consultato il 10 marzo 2024 (archiviato dall'url originale il 16 luglio 2011).
5. 1 2 3 4 5 6 7  Wilson e Symington 2011, p. 502.
6. 1 2 3 4 5 6 7 8 9  Bartram 2001, p. 168.
7. 1 2 3 4 5  Williams e Walpole 2008, p. 7.
8. 1 2 3  Talocci 1997, p. 30.
9. 1 2 3 4 5 6 7  FlaggArt 2020, p. 8.
10. 1 2 3 4  Bartram 2001, p. 169.
11. 1 2 3  FlaggArt 2020, p. 2.
12. 1 2 3  Williams e Walpole 2008, p. 6.
13. 1 2  FlaggArt 2020, p. 3.
14. 1 2 3 4 5 6 7 8 9 10 11 12 13 14 15  (EN) Proper use of the Saltire (PDF), su scottishflagtrust.com. URL consultato il 10 marzo 2024 (archiviato dall'url originale il 16 luglio 2011).
15. 1 2 3 4 5  Bartram 2001, p. 170.
16. 1 2 3 4 5 6  (EN) Lord Lyon, re d'arme, The Court of the Lord Lyon, su lyon-court.com. URL consultato il 10 marzo 2024 (archiviato dall'url originale il 25 aprile 2018).
17. 1 2 3  (EN) Rob Raeside, Colour and Design of the Scottish Flag, su crwflags.com, 9 dicembre 2023.
18. 1 2  (EN) The Saltire, su undiscoveredscotland.co.uk.
19. ↑  (EN) Louis Loynes, Good Flag Designing, Bureau of Historic Flags, 1969.
20. 1 2 3  (EN) Which flags are flown at the Scottish Parliament and when?, su scottish.parliament.uk. URL consultato il 9 febbraio 2018 (archiviato dall'url originale il 15 maggio 2007).
21. 1 2 3 4  Williams e Walpole 2008, p. 8.
22. 1 2  Disposizioni del governo scozzese del 2021, p. 4.
23. ↑  Disposizioni del governo scozzese del 2021, pp. 1-2.
24. ↑  Disposizioni del governo scozzese del 2021, p. 3.
25. ↑  (EN) Ministers agree flag day review, su news.bbc.co.uk, 20 maggio 2002.
26. ↑  Disposizioni del governo scozzese del 2021, p. 6.
27. ↑  Disposizioni del governo scozzese del 2021, p. 1.
28. ↑  Disposizioni del governo scozzese del 2021, p. 2.
29. ↑  Bartram 2001, p. 171.
30. ↑  FlaggArt 2020, p. 9.
31. ↑  FlaggArt 2020, pp. 19-20.
32. ↑   FlaggArt, Storie di Bandiere, 1: A-D, Lecce, Youcanprint, 2018, ISBN 9788827837320.